# بيتر بريندرغاست
بيتر برينديرغاست (بالإنجليزية: Peter Prendergast)‏ (مواليد 23 سبتمبر 1963) حكم كرة قدم جامايكي . تم اعتماده من قبل الاتحاد الدولي لكرة القدم حكما دوليا في سنة 1994 . تم استدعائه للمشاركة في إدارة بعض مباريات بطولة كأس العالم لكرة القدم 2002 في كوريا الجنوبية و اليابان .

## روابط خارجية
- بيتر بريندرغاست على موقع Soccerway.com (الإنجليزية)
- بيتر بريندرغاست على موقع أوليمبيديا (الإنجليزية)